# Selva tropical del sud-est de Papua
Les selves tropicals humides del sud-est de Papua són una ecoregió de boscos tropicals humits al sud-est de Nova Guinea. L'ecoregió cobreix el centre muntanyós i les terres baixes costaneres de la península de Papua.

## Geografia
Les muntanyes que recorren la península són l'extensió oriental de la columna vertebral muntanyosa que recorre Nova Guinea. La Watut-Tauri Gap separa les serralades del sud-est, inclosa la serralada d'Owen Stanley, de les muntanyes del centre de Nova Guinea. El mont Victòria (4.038 m) a la serralada d'Owen Stanley és el pic més alt de l'ecoregió.
Els plecs de la serralada d'Owen Stanley estan formats principalment per roques metamòrfiques derivades del continent, recobertes per roques volcàniques basàltiques. Les muntanyes Bowutu i la serralada oriental de Kuper consten de roques ultramàfiques derivades de l'escorça oceànica i el mantell superior. Aquesta formació es coneix com el cinturó ultramàfic de Bowutu o el cinturó ultramàfic papuà.

## Clima
El clima de l'ecoregió varia amb l'altitud. Les terres baixes són humides i tropicals. Les temperatures mitjanes disminueixen amb l'altitud, i les parts més altes de la serralada Owen Stanley experimenten temperatures de congelació regulars.

## Flora
La vegetació natural de l'ecoregió són les selves tropicals perennifòlies humides. Els tipus de bosc inclouen la selva tropical al·luvial a les planes baixes, els boscos de turons al peu de les muntanyes, els boscos montans per sobre dels 1.000 metres, els boscos montans superiors i els boscos d'alta muntanya per sota del límit arbori. Els cims més alts de la serralada Owen Stanley alberguen prats i matolls subalpins, que s'inclouen a l'ecoregió independent de prats subalpins de la serralada Central.

Els gèneres de plantes distintius de la regió del sud-est de Papua inclouen Magodendron, Anthorrhiza, Kairoa i Cephalohibiscus.

Flora. (Parc Nacional de Variata).
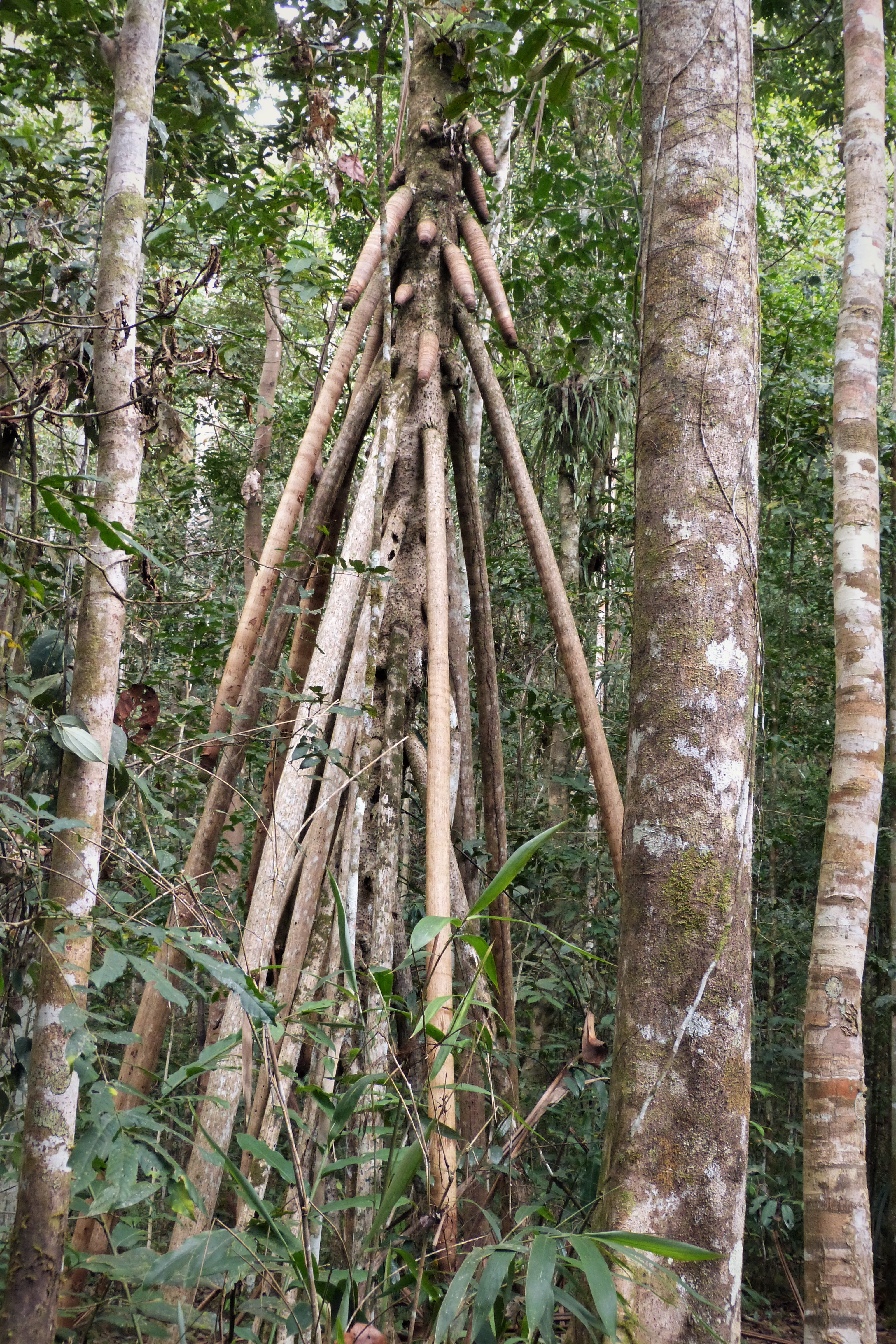
Arrels aèries des de diferents alçades
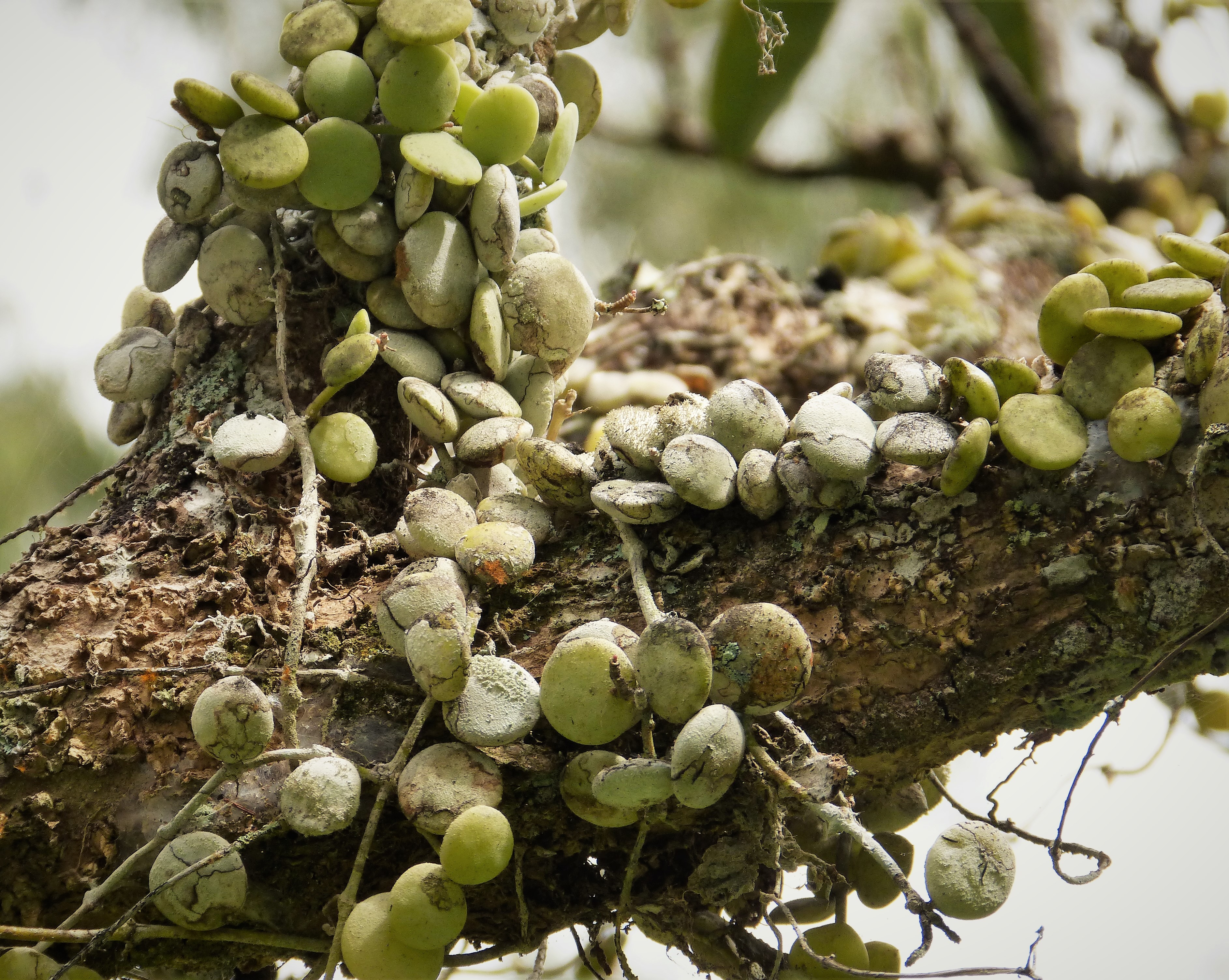
Dischidia nummularia, planta epífita molt comú a tot el sud-est d'Àsia
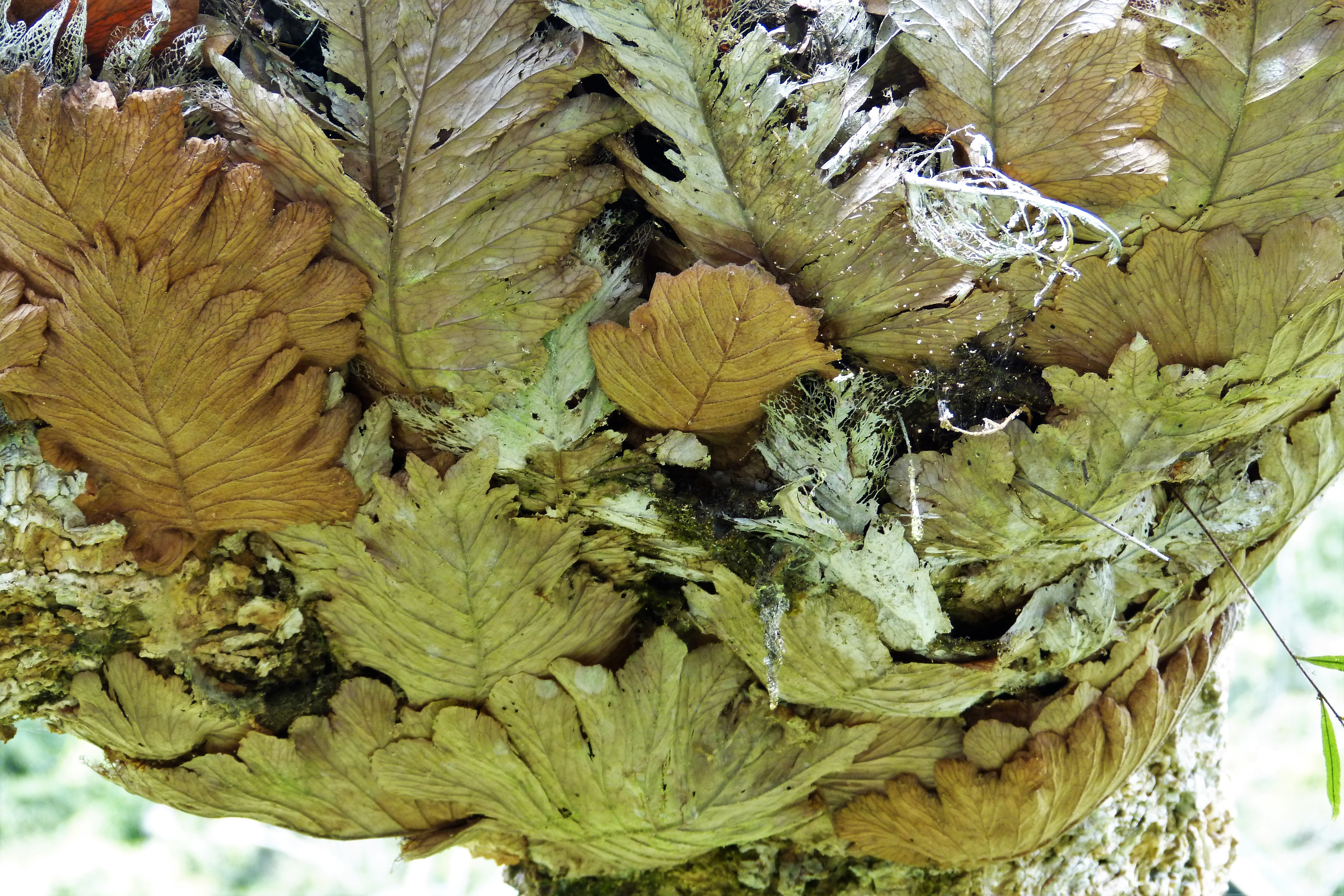
Falguera en l'escorça d'un arbre.

## Fauna
Hi ha 138 espècies de mamífers a l'ecoregió, principalment marsupials, ratpenats i rosegadors múrids. Set espècies de mamífers són endèmiques: el dasiür de bandes amples, el bàndicut gegant, el bàndicut de Papua, el ratpenat Pharotis imogene, la Chiruromys lamia, la rata Melomys levipes) i la rata Rattus vandeuseni.
L'ecoregió acull 510 espècies d'ocells. L'ocell més gran de l'ecoregió és el casuari comú, que viu als boscos de terres baixes. Quatre espècies són endèmiques de l'ecoregió: alció del paradís capbrú, el maniquí gris, el jardiner de crinera taronja i l'ocell del paradís d'Helena.

20 espècies de granotes i 10 espècies de llangardaixos són endèmiques del cinturó ultramàfic de Bowutu.

Fauna (Parc Nacional de Variata)
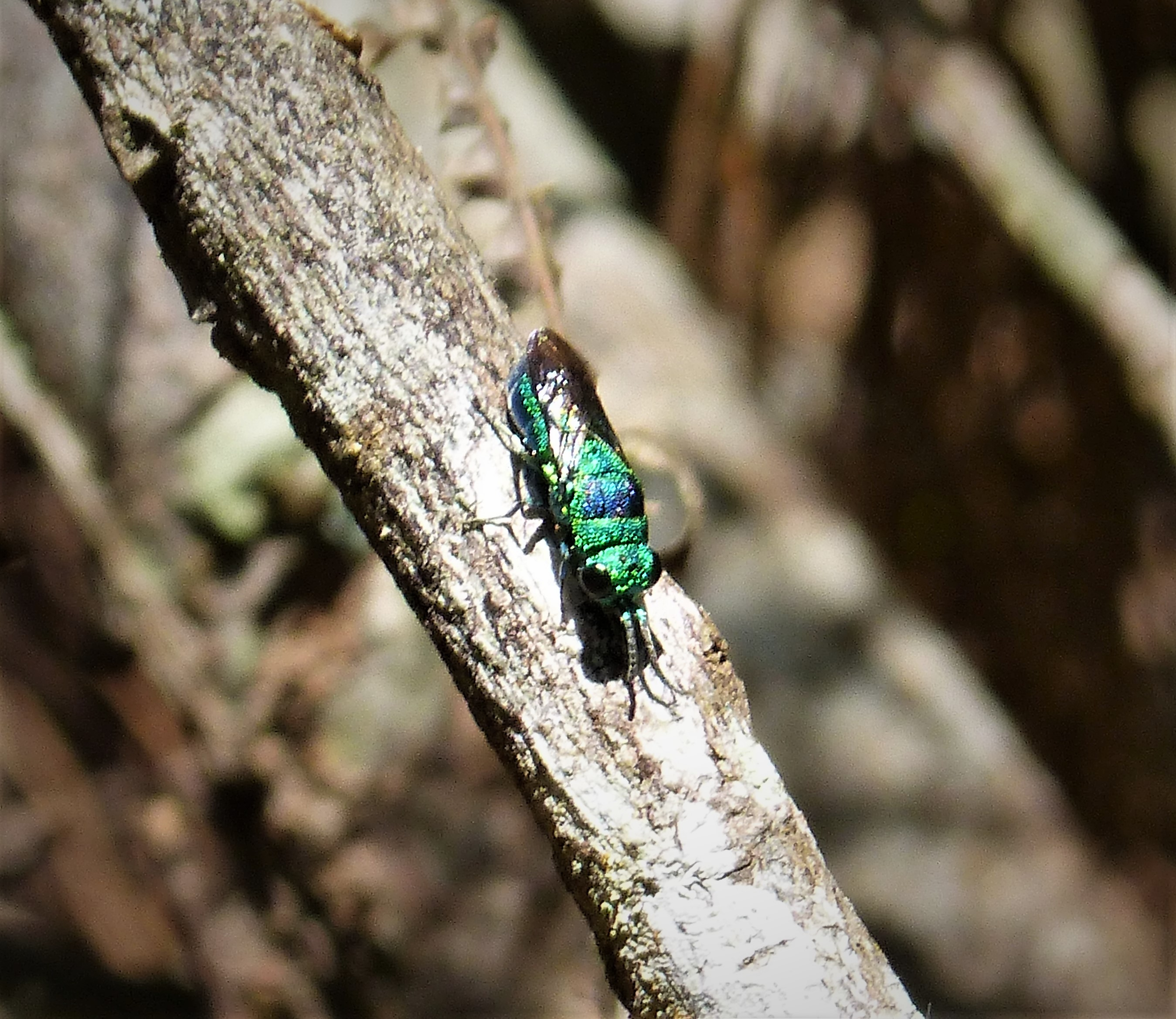
Insecte de la família Crisídids
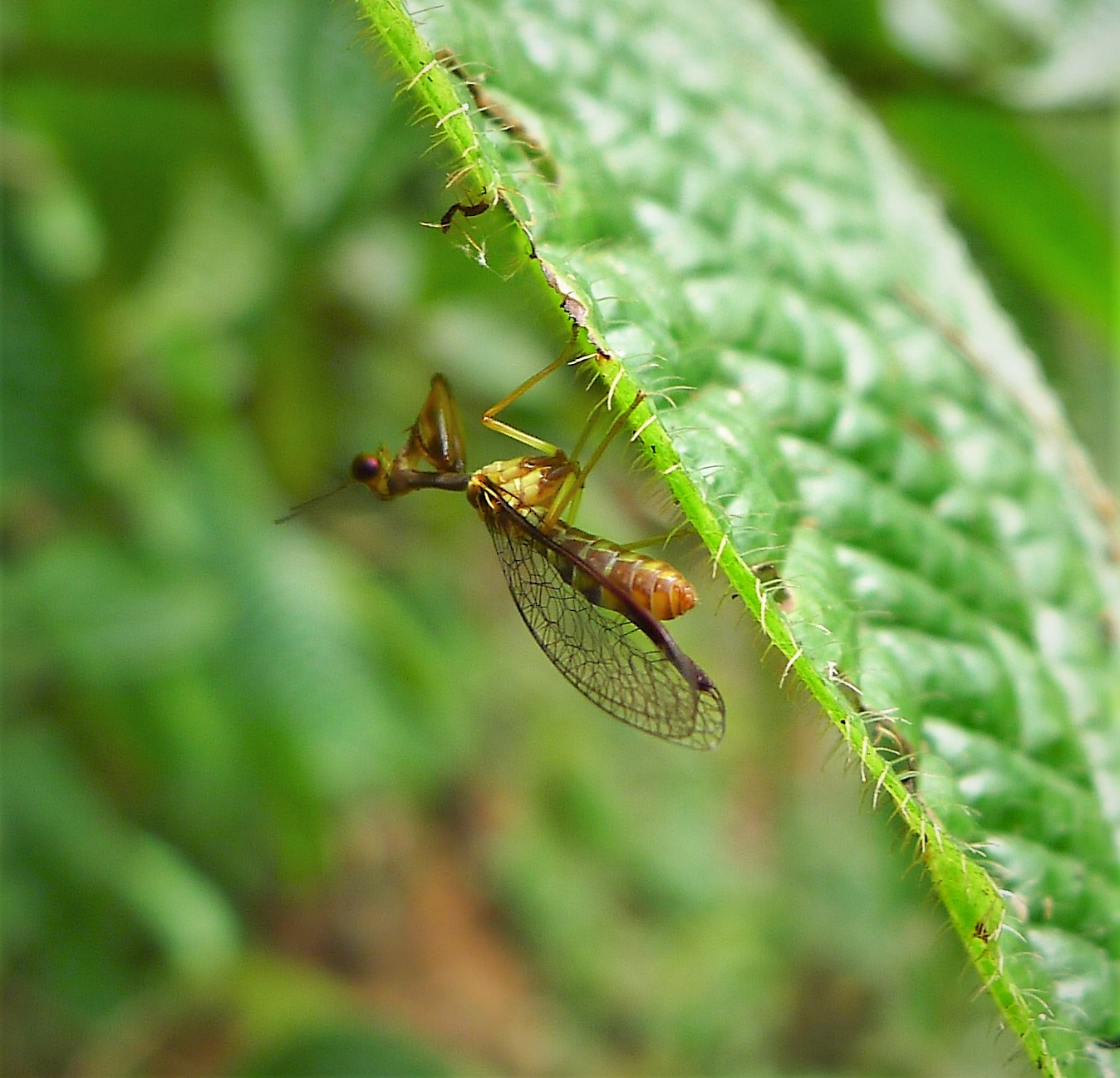
Espècie de Mantíspid
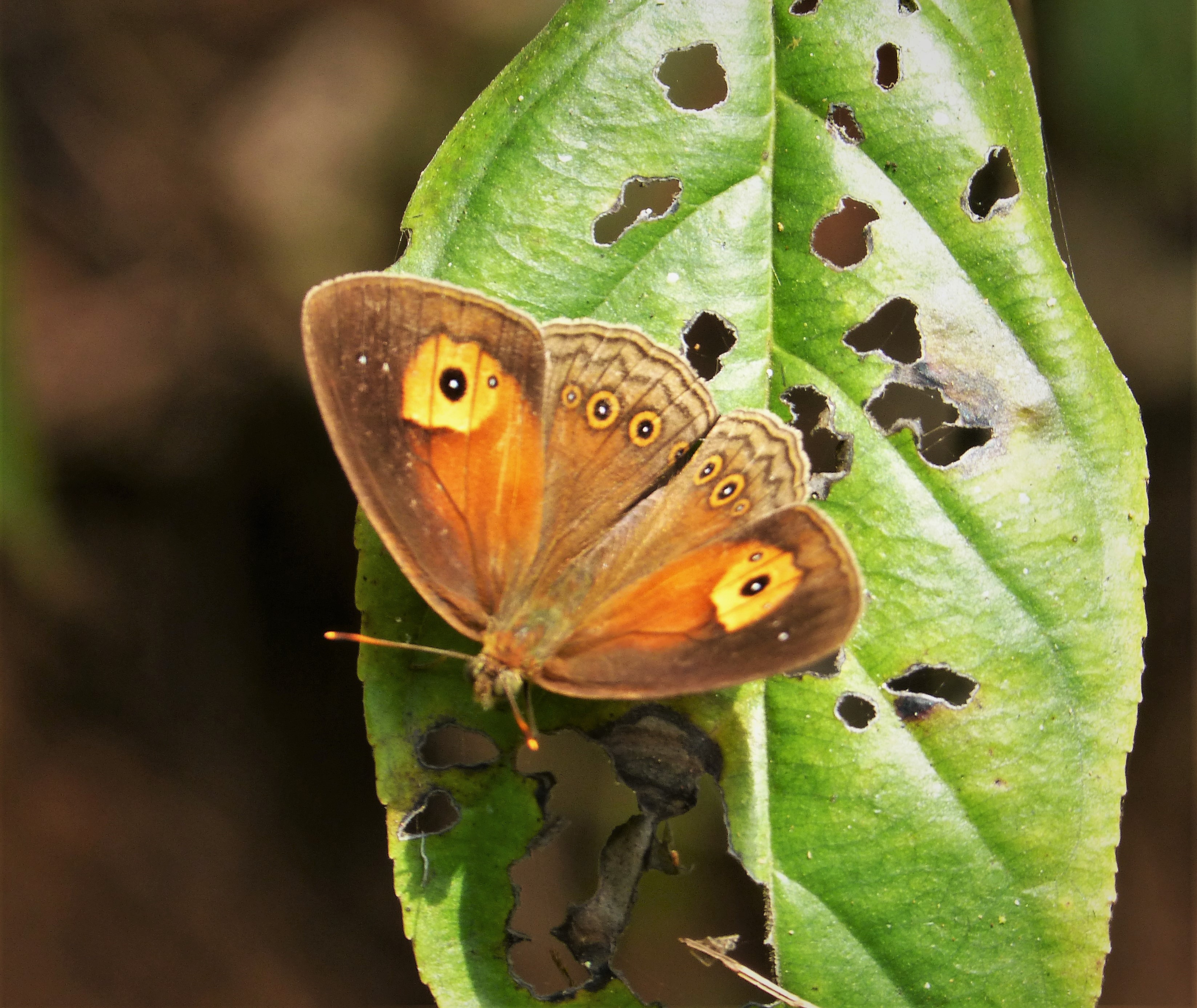
Espècie del gènere Mycalesis
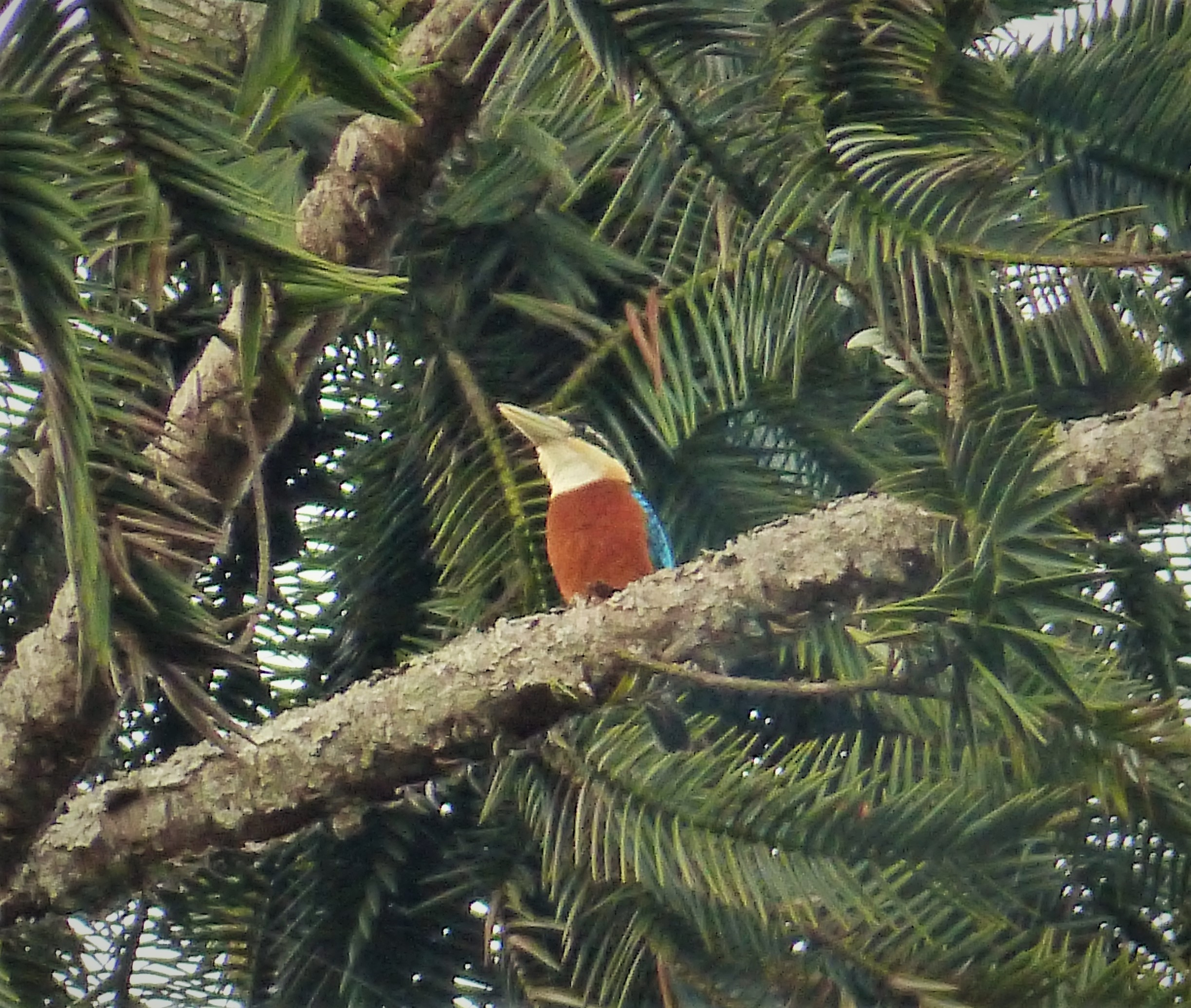
Cucaburra ventre-rogenc
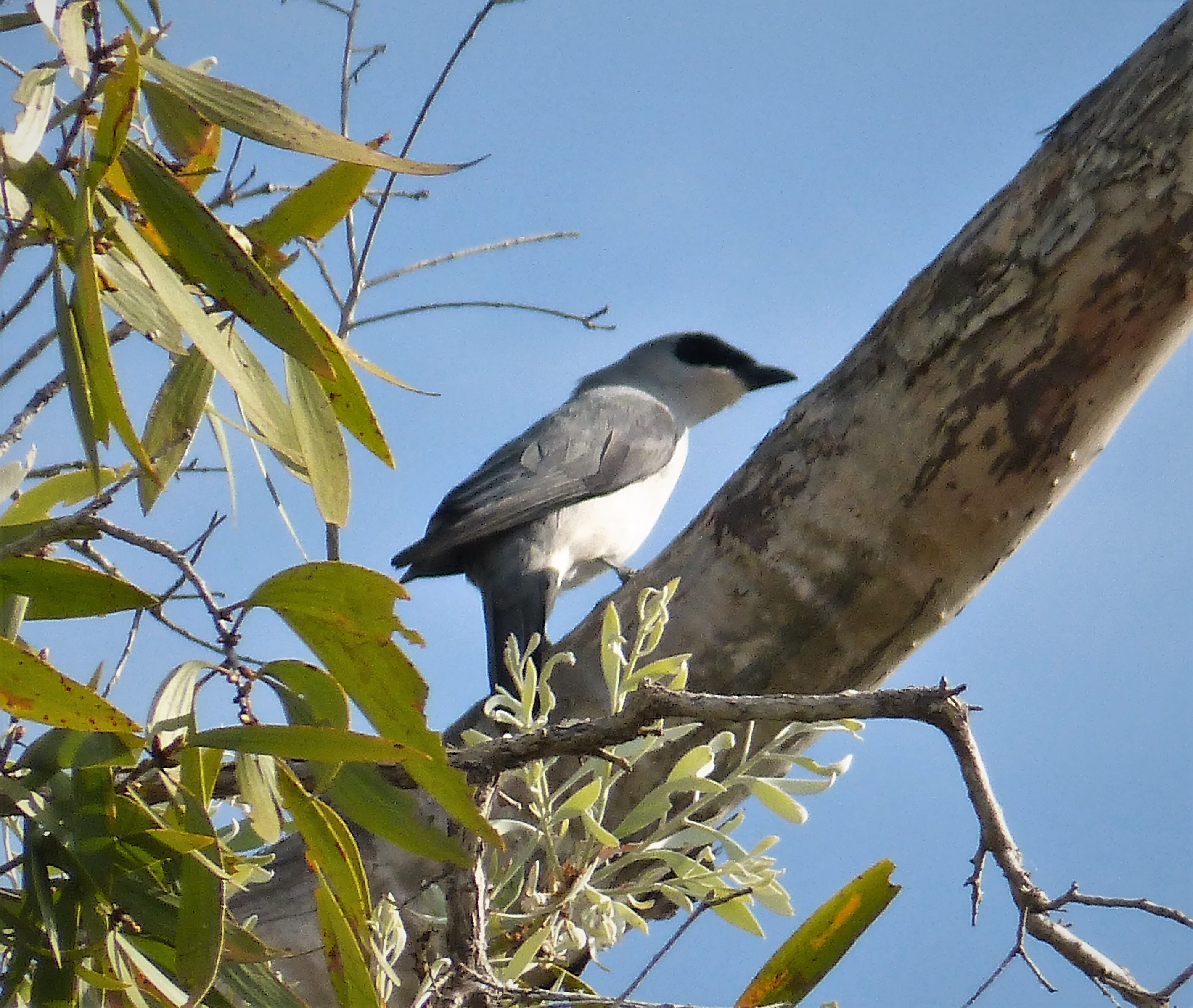
Eruguera ventreblanca, passeriforme.

## Àrees protegides
Una avaluació del 2017 va trobar que 830 km², o l'1%, de l'ecoregió es troben en zones protegides. Més del 80% de l'ecoregió encara estava boscosa.